# Capac Yupanqui
Az ötödik sapa inkát, Cápac Jupanki-t (Qhapaq Yupanki) (körülbelül 1320–1350 között) apja nevezte ki uralkodónak, mielőtt meghalt. Nem ő volt a legidősebb fiú, mégis sapa inkának nevezték ki, mert bátyját csúnyának tartották. Capac Jupanki volt az első inka uralkodó, aki meghódította a Cuzco-völgyön kívüli területeket. Puccsal került hatalomra unokatestvére, Tarco Huamán ellen, akit eredetileg az inka trónra szántak. Cápac Yupanqui harcedzett uralkodónak bizonyult.

## Uralkodása

### Hódításai
Ahhoz, hogy megszilárdítsa uralmát, drákói intézkedéseket kellett hoznia, és gyilkosságok sorozatához kellett folyamodnia. Elrendelte Tarco Huamán kilenc testvérének megölését, hogy egyikük se akadályozza őt, másokat arra kényszerített, hogy esküdjenek hűséget neki, és egy harmadik csoportot elvitt a városból. Amikor hatalomra került, Cuzco királysága már jelentős erőre tett szert, de Capac Yupanqui úgy döntött, hogy újraindítja a Contisuyo expedíciót, amelyet nagybátyja halála megszakított. Két csatát vívott meg, amelyekben győzedelmeskedett, elfoglalva a Cunti ország egy részét. Uralkodása alatt az inka birodalom hírneve egyre nőtt, olyannyira, hogy Abancay kecsua uralkodója két nagykövetet küldött hozzájuk, hogy segítséget kérjenek a hatalmas Chanca állammal való szembeszálláshoz. A hadjárat arra szolgált, hogy növelje az inkák presztízsét más etnikai csoportokkal szemben. Capac Yupanqui képzett harcosokból álló hadseregét az egész régióban félték. Abban az időben, amikor élt, két másik királyság egyidejűleg kezdte meg terjeszkedését győztes hódításokkal: északon a Chancas és délen a Collas. Az előbbi hatalmas királyságot alkotott, másrészt Cuzco a cuntík veresége ellenére továbbra is apró királyság maradt. Később Capac Yupanqui meghódította Cuyo és Anca etnikai csoportjait (Cuzcótól 22 km-re). Cuyo kormányzására unokatestvérét, Tarco Huamánt nevezte ki tucricucnak (kormányzónak), azzal a feladattal, hogy fogjon el 1000 madarat a dzsungelből és a hegyvidékről, hogy katonai rituálék során elégessék őket. Az inkák növekvő presztízse és hatalma miatt korábbi ellenségeik, az Ayarmacák szövetséget kerestek velük, a Chanca állam ellen, akik mind az inkákat, mind az Ayarmacákat fenyegették, és a szövetség megpecsételésére Curi Hilpay-t, a curaca lányát feleségül ajánlottak az Inkának, és Capac Yupanqui háremébe került. Capac Yupanqui idejében egyébként az inka uradalom még mindig kicsi volt az ayarcák szemében, és egy apró állam a hatalmas Chanca államhoz képest. Cápac Yupanqui egyébként soha nem harcolt Chanca hatalmas államával.

### Vallási és kulturális szempont
Katonai képességei mellett Capac Yupanqui törődött népe jólétével és jólétével is. Uralkodása alatt támogatta a vallási és kulturális tevékenységeket az inka birodalomban. Számos templomot és szertartási központot építtetett, ahol rituálékat és ünnepségeket tartottak az inka istenek tiszteletére. Cápac Yupanqui ösztönözte az oktatást és a tanulást is, iskolákat hozott létre a meghódított régiók uralkodóinak nemessége és gyermekei számára.

### Halála és öröksége
A szájhagyomány szerint Cusi Chimbo, Capac Yupanqui egy másik felesége, akit elvakított a féltékenység, megmérgezte az uralkodót, akinek eltűnése örökösödési válsághoz vezetett. Capac Yupanqui halála egy korszak végét jelentette az inka birodalomban. Bár a birodalom halála után tovább nőtt, vezetői és katonai képességeit hiányolta az inka nép. Örökségét életben tartották az inkák kollektív emlékezetében, és befolyása generációkon át terjedt. Katonai hódításai és a birodalom bővítésére való összpontosítása megalapozta az inka birodalom felemelkedését és virágzását a következő évszázadokban.

### Erős infrastruktúra kialakítása
Katonai sikerei mellett Capac Yupanqui az inka birodalom szilárd infrastruktúrájának fejlesztésével is foglalkozott. Vezetése alatt utak, hidak, vízvezetékek és élelmiszer-tároló rendszerek épültek a birodalom egész területén. Ezek a munkák nemcsak megkönnyítették a kereskedelmet és a kommunikációt a birodalmon belül, hanem lehetővé tették az erőforrások igazságosabb elosztását is, erősítve a birodalom kohézióját.
Capac Yupanqui felügyelte a templomok és ceremoniális központok építését is az egész birodalomban. Ezek az istentiszteleti helyek nemcsak vallási funkciót töltöttek be, hanem politikai és közigazgatási központként is szolgáltak. Az inkák úgy vélték, hogy ezek a templomok az istenek lakóhelyei, ezért építésük a birodalom odaadásának és hatalmának szimbólumai voltak.

### Az oktatás és a tanulás előmozdítása
Capac Yupanqui olyan vezető volt, aki értékelte az oktatást és a tanulást. Uralkodása alatt iskolákat hozott létre a meghódított régiók uralkodóinak nemessége és gyermekei számára. Ezek az iskolák nemcsak gyakorlati készségeket tanítottak, mint például a mezőgazdaság és a kézművesség, hanem az inka történelem, vallás és hagyományok ismereteit is.
Ezenkívül Cápac Yupanqui támogatta a quipus rendszer létrehozását és fenntartását, amely olyan kötelek és csomók rendszere volt, amit az információk rögzítésére használtak. Ezeket a quipusokat az inkák számviteli és nyilvántartási adatként használták, egy adott régió lakosainak számától a magtárakban és raktárakban tárolt készletekig.